# Альбалате-де-лас-Ногерас
Альбалате-де-лас-Ногерас (ісп. Albalate de las Nogueras) — муніципалітет в Іспанії, у складі автономної спільноти Кастилія-Ла-Манча, у провінції Куенка. Населення — 302 особи (2010).
Муніципалітет розташований на відстані близько 120 км на схід від Мадрида, 34 км на північ від Куенки.

## Демографія
Динаміка населення (INE ):